# Christophe Fauvel
Pour les articles homonymes, voir Fauvel.
Christophe Fauvel, né le 11 janvier 1970 à Paris, est un footballeur français des années 1980 et 1990. Formé au Stade rennais, il y évolue durant la majorité de sa carrière professionnelle, sans parvenir à s'y imposer réellement. Prêté, durant une saison, au CS Louhans-Cuiseaux, il retourne dans les rangs amateurs en 1993, et joue durant près de dix ans à l'US Saint-Malo.

## Biographie
Né le 11 janvier 1970 à Paris, Christophe Fauvel commence sa carrière dans de petits clubs du département d'Ille-et-Vilaine. Il passe ainsi par l'US Saint-Méen-le-Grand, par le CPB Bréquigny — club de l'agglomération rennaise —, et l'US Saint-Gilles avant d'intégrer le centre de formation du Stade rennais. Il fait son apparition dans le groupe professionnel du Stade rennais à la fin de la saison 1987-1988, jouant le premier match pro de sa carrière contre le Quimper CFC, le 14 mai 1988, en Division 2. Il marque son premier but professionnel lors de son deuxième match, disputé contre le SC Abbeville.
Les deux saisons suivantes, Christophe Fauvel ne parvient pas à s'imposer dans l'effectif rennais. Il dispute un total de dix rencontres, toutes en tant que remplaçant,, et ne participe donc que de façon modérée à la remontée de son club en Division 1, à l'issue de la saison 1989-1990. Il ne goûte pas, alors, à la possibilité de jouer dans l'élite, le Stade rennais décidant de le prêter au CS Louhans-Cuiseaux, en D2. En Bourgogne, le milieu de terrain dispute une vingtaine de rencontres, et marque trois buts. De retour dans l'effectif rennais pour la saison 1991-1992, il dispute six rencontres, dont quatre remplacements, avant de connaître ses deux premières titularisations avec le Stade rennais en fin d'année, contre le Toulouse FC et lors d'un match décisif face à l'AJ Auxerre. Alors que le Stade rennais redescend en Division 2, Fauvel ne profite pas de l'arrivée de Michel Le Milinaire au poste d'entraîneur, et d'un replacement au poste de latéral gauche pour s'imposer dans l'effectif pro. En concurrence avec Jocelyn Rico, il ne dispute que cinq matchs comme titulaire à ce poste.
En 1993, Christophe Fauvel quitte le Stade rennais et les rangs professionnels pour rejoindre l'US Saint-Malo. Il y joue jusqu'en 2004, alors que le club évolue en National 2, en CFA puis en CFA2.
Entre 2009 et 2024, Christophe Fauvel a également été Président du Medef Périgord. Depuis 2009, il est dirigeant associé de l'école de commerce Noschool à Bordeaux. Depuis 2010, il est Président de la Chambre de Commerce et d’Industrie de Dordogne.

## Statistiques
Le tableau suivant récapitule les statistiques de Christophe Fauvel durant sa carrière professionnelle,.
| Saison                | Club                  | Championnat           | Championnat | Championnat | Coupe(s) nationale(s) | Coupe(s) nationale(s) | Total | Total |
| Saison                | Club                  | Division              | M.          | B.          | M.                    | B.                    | M.    | B.    |
| 1987-1988             | Stade rennais FC      | D2                    | 2           | 1           | 0                     | 0                     | 2     | 1     |
| 1988-1989             | Stade rennais FC      | D2                    | 6           | 0           | 1                     | 0                     | 7     | 0     |
| 1989-1990             | Stade rennais FC      | D2                    | 4           | 0           | 0                     | 0                     | 4     | 0     |
| 1990-1991             | CS Louhans-Cuiseaux   | D2                    | 23          | 3           | 0                     | 0                     | 23    | 3     |
| 1991-1992             | Stade rennais FC      | D1                    | 6           | 0           | 0                     | 0                     | 6     | 0     |
| 1992-1993             | Stade rennais FC      | D2                    | 5           | 0           | 2                     | 0                     | 7     | 0     |
| Total sur la carrière | Total sur la carrière | Total sur la carrière | 46          | 4           | 3                     | 0                     | 49    | 4     |